# Ixia latifolia
Ixia latifolia är en irisväxtart som beskrevs av Daniel Delaroche. Ixia latifolia ingår i släktet Ixia och familjen irisväxter.

## Underarter
Arten delas in i följande underarter:
- I. l. curviramosa
- I. l. latifolia
- I. l. parviflora
- I. l. ramulosa